# Singing Away the Hunger
Singing Away the Hunger: Tự truyện của một người phụ nữ châu Phi là một cuốn tự truyện năm 1996 Basotho phụ nữ Mpho 'M'atsepo Nthunya, sau đó được thay đổi nội dung bởi K. Limakatso Kendall.
Nthunya, là một người bảo vệ người cao tuổi và trẻ em ở Lesotho, đã dành ba thập kỷ làm công nhân nội địa, hỗ trợ mười một người yếu thế. Tại Đại học Natal, cô đã gặp và kết bạn với Kendall, một nhà văn người Mỹ với học bổng Fulbright. Trở thành bạn bè, cả hai hợp tác để thuật lại sự nghiệp của Nthunya.
Nthunya sinh năm 1930. Khi còn nhỏ, cô thường thiếu thốn quần áo, giày dép và thức ăn, thkigdỉnh thoảng phải ăn cỏ để tồn tại. Cô đã có thể tự do theo học trường công giáo ở Nam Phi, cuối cùng học đọc và nói tám ngôn ngữ khác nhau. Cô đã mô hình hóa cuộc sống và niềm tin của mình vào người mẹ Công giáo La Mã, nhưng cũng duy trì niềm tin truyền thống về ma thuật, pháp sư và tin vào việc có các phép thuật gây bệnh. Khi trưởng thành, Nthunya đã chứng kiến cái chết của chồng và những vụ giết người của cha, anh trai và trẻ em. Bất chấp những khó khăn này, Nthunya vẫn duy trì một "tình yêu của vẻ đẹp tự nhiên, cũng như khiếu hài hước, hy vọng và ước mơ của cô." 
Trong giai đoạn kết nối lỏng lẻo, trong đó có những câu chuyện trôi qua với cô ấy từ mẹ cô, Nthunya đã miêu tả cuộc sống khó khăn phải đối mặt với nhiều phụ nữ Basotho, những người phải đối phó với một sự lựa chọn giữa những nguy hiểm, khó khăn, và điều kiện làm việc vất vả của cuộc sống ở thành phố như một người châu Phi bản địa dưới nạn phân biệt chủng tộc, và những thách thức của cuộc sống nông thôn truyền thống. Trong cộng đồng Basoto, phụ nữ thường phải đối mặt với tỷ lệ tử vong ở trẻ em, cưỡng hôn, lạm dụng gia đình và làm cha mẹ đơn thân. Bệnh tật và đói nghèo là những mối đe dọa liên tục, và những điều này được kết hợp bởi những gì Nthunya mô tả là lực phá hoại của sự ghen tị trong các cộng đồng nghèo khó. Mặc dù vậy, Nthunya đã chọn vào năm 1949 để chuyển gia đình khỏi cuộc sống thành phố dưới sự phân biệt về quê hương của cô, để họ có thể tìm hiểu truyền thống của người dân bản địa. Xung đột văn hóa giữa thành phố và đời sống nông thôn, và giữa văn hóa phương Tây và truyền thống, là một chủ đề chính của cuốn sách mà cô thực hiện.
Phong tục và nghi lễ là một phần không thể thiếu trong cuộc sống của người Basicia. Xã hội Basicia là một xã hội gia trưởng: các cuộc hôn nhân được sắp xếp mà không cần quan tâm đến sở thích của phụ nữ, và phụ nữ chịu trách nhiệm chăm sóc và quản lý hộ gia đình, nhưng có thể nhận được ít hỗ trợ tài chính. Họ sống dưới sự kiểm soát của chồng hoặc người thân của nam giới, bao gồm cả con cái của họ. Phụ nữ không thể sinh con bị kỳ thị. Không có quyền lực đối với đàn ông, phụ nữ trong xã hội Basicia thường đàn áp và chiến thắng giới của mình. Tuy nhiên, Nthunya rất trân trọng những tình bạn nữ mà cô có trong xã hội Basicia.

## Nhận xét
Nhà xuất bản Weekly gọi lời kể của Nthunya là "hùng hồn", và mô tả bài viết của cô có "khoảng cách cảm xúc trang nghiêm... được nhấn mạnh bởi sự hài hước và nỗi đau rất con người của cô."  Kirkus gọi cuốn sách là "sâu sắc và đẹp đẽ", một "tác phẩm chỉ huy và quan trọng sẽ làm say mê độc giả với giọng nói độc đáo, sức mạnh kể chuyện và những cảnh đời khó quên ở miền nam châu Phi".
Trong Tạp chí Nghiên cứu Phụ nữ, cuốn sách của Nthunya được so sánh với hai cuốn tiểu thuyết của các nhà văn châu Phi, So Long a Letter của Mariama Bâ và Petals of Blood của Ngũgĩ wa Thiong'o, cũng đề cập đến chủ đề đấu tranh của phụ nữ trong các xã hội gia trưởng, và của các phụ nữ góa phụ nói riêng. Những câu chuyện được cho là nói "không chỉ với cá nhân, không chỉ với người Lesotho, không chỉ với người châu Phi, mà còn với trải nghiệm của phụ nữ toàn cầu".